# 卡尔·安东·皮耶克尼斯

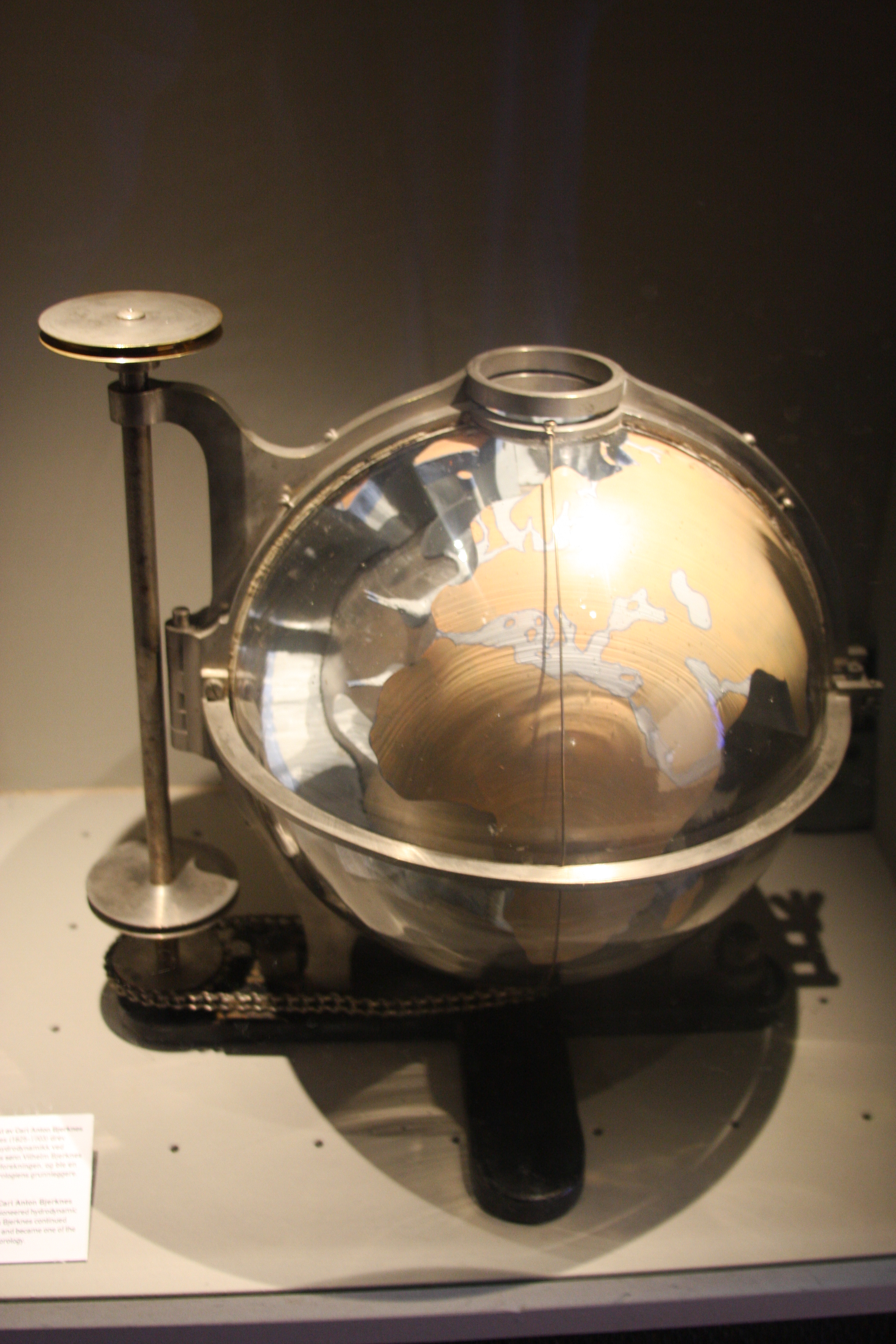
卡尔·安东·皮耶克尼斯制作的地球物理模型，收藏于奥斯陆科技馆

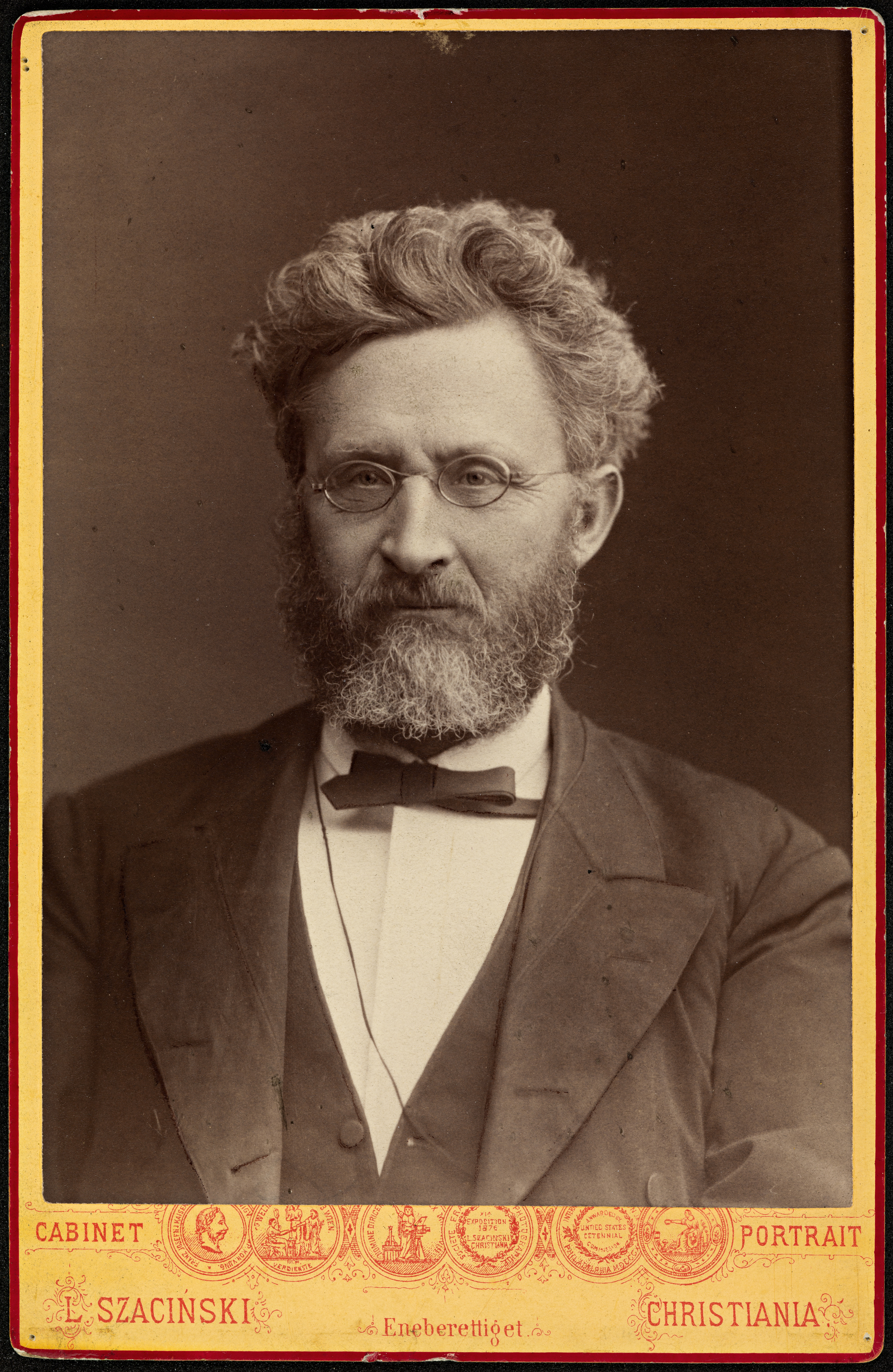
卡尔·安东·皮耶克尼斯，摄于1883年

卡尔·安东·皮耶克尼斯（挪威語：Carl Anton Bjerknes；挪威語發音：[ˈbjæ̂rkneːs]；1825年10月24日—1903年3月20日）是挪威数学家、物理学家。
他早期研究纯粹数学，后来受狄利克雷的影响，开始研究流体动力学，并取得了重要成果。

## 生平
1825年，卡尔·安东·皮耶克尼斯出生于挪威的克里斯蒂安尼亚（今奥斯陆）。他于1844年进入克里斯蒂安尼亚大学（今奥斯陆大学），1848年获得采矿工程学士学位。之后的4年，他在挪威东南部的孔斯贝格银矿厂工作。
1852年，他成为了一所学校的数学老师，并有幸于1856-1857年在哥廷根大学和巴黎大学深入学习数学。在此期间，他师从黎曼和狄利克雷等众多数学家。狄利克雷曾在哥廷根大学讲过流体力学课程，卡尔·皮耶克尼斯对这个学科产生了浓厚兴趣，以至于他在后半生专注于流体动力学的研究。
1861年，他回到母校，成为了应用数学讲师，并于1866年升任应用数学教授，1869年转为纯粹数学教授。在此期间，他培养出了索菲斯·李等数学家。
1881年9月，国际电力博览会在巴黎召开。卡尔·皮耶克尼斯作为挪威代表，与维尔纳·冯·西门子、爱迪生、贝尔和威廉·汤姆森等著名人物受邀参加了博览会。他和儿子威廉·皮耶克尼斯在博览会上展示了他们制作的流体动力学的仪器。对于许多参观者来说，皮耶克尼斯的设备似乎可以揭示出电力的神秘本质。一些英国参观者惊呼:“麦克斯韦（1879年逝世）如果能看到这个仪器就好了！”

## 家庭
1859年6月30日，卡尔·皮耶克尼斯从外国旅行归来后，与西挪威教会的牧师的女儿科伦（Wilhelmine Dorothea Koren）结婚。
1862年3月14日，儿子威廉·皮耶克尼斯出生。威廉在年轻时就成为了父亲的助手，将父亲在流体动力学方面的研究著作整理出版。后来，威廉继承了父亲的研究，成为了一名气象学家，为现代天气预报方法作出了卓越贡献。
1897年11月2日，孙子雅各布·皮耶克尼斯出生。他亦是子承父业，在气象物理研究方面取得了很大成就，后在二战期间留美，并取得美国国籍。

## 研究成果
狄利克雷在一次授课中提出，球可以在没有外力的作用下在不可压缩理想流体中以恒定速度移动。卡尔·皮耶克尼斯为了证明这个观点，开始了自己的独立研究。他发现，物体通过理想流体时的运动可以和电磁场理论进行类比。他的儿子威廉·皮耶克尼斯曾在一场讲座中描述了父亲的这项成果：
......（卡尔·皮耶克尼斯）完成了脉动球在流体中的数学计算，发现它们非常类似于电磁学中的电荷和磁极，符合“库仑定律”：性质相同的球体互相吸引，性质不同的球体互相排斥；力的大小与它们之间距离的平方成反比，与脉冲强度成正比。
后来，他致力于用麦克斯韦电动力学理论来建立新的流体动力学理论，但最终未能实现自己的目标。

## 评价
具有数学界的诺贝尔奖之称的菲尔兹奖设立者约翰·查尔斯·菲尔兹曾对独立后的挪威做出这样的评价：
“......挪威独立仅仅数十年，在这相对较短的时间里，却产生了数量惊人的伟人：尼尔斯·阿贝尔可以说是挪威的第一位杰出数学家......挪威人的成就不仅仅只有他一人......还有卡尔·安东·皮耶克尼斯、彼得·卢德维格·梅德尔·西罗和索菲斯·李等众多数学家；比约恩斯彻纳·比昂松和亨里克·易卜生等文学家；爱德华·格里格和克里斯蒂安·辛丁等音乐家......”